# Mars Global Surveyor
«Mars Global Surveyor» (англ. Mars Global Surveyor) — безпілотний дослідницький космічний зонд, один з найуспішніших проектів NASA з вивчення Марса. Космічний зонд був запущений 7 листопада 1996 з космодрому на мисі Канаверал за допомогою ракети-носія «Дельта-2». В ході польоту КА подолав 750 млн км за 300 днів і 11 вересня 1997 досяг Марса. До березня 1999 року  здійснював орбітальні маневри, щоб у результаті опинитися на круговій полярній орбіті висотою 378 кілометрів, зручної для проведення картографування поверхні Марса.
31 січня 2001 апарат завершив основну місію, але оскільки він все ще залишався працездатним, для нього була запропонована розширена місія. NASA розраховувало, що «Марс Глобал Сервейор» пропрацює як мінімум до грудня 2006. Крім картографування поверхні Марса, «Марс Глобал Сервейор» виконував роль телекомунікаційного супутника для роверів «Спіріт» і «Опортьюніті», ретранслюючи на Землю одержувані ними дані.
30 березня 2004 апарат сфотографував марсохід «Спіріт» і сліди, залишені ним на марсіанській поверхні за 85 днів перебування на планеті.
У квітні 2005 апарат сфотографував апарати «Марс Одіссей» і «Марс-експрес», ставши першим космічним зондом, який відзняв інший апарат, що знаходиться на позаземній орбіті.
5 листопада 2006 зв'язок з апаратом був загублений. За три дні до цього апарат надіслав сигнал про порушення регулювання положення однієї з двох панелей сонячних батарей. Передбачається, що неправильна орієнтація батарей могла привести до того, що сигнал від апарата став занадто слабким для реєстрації на Землі. Для пошуку був притягнутий «Марс-експрес», але обидві вжиті спроби виявилися безуспішними. Спроби повторно зв'язатися з космічним апаратом не вдалися, і в січні 2007 року NASA офіційно завершило місію апарата. Апарат визнаний втраченим.

## Специфікація
Апарат Сервейор збирався на аерокосмічному заводі компанії Lockheed Martin в Денвері. Він має прямокутну форму з розкритими сонячними батареями із протилежних сторін, які схожі на крила. Вони використовуються для живлення апарата. Повністю завантажений ракетним паливом перед запуском, апарат важив 1060 кілограмів. Більшу частину маси Сервейора займає коробчастий модуль, розташований в центрі апарата. Він складається з розташованих один над іншим двох менших модулів. Один з них називається модулем обладнання та містить електронну начинку апарата, наукові інструменти, і спеціалізований бортовий комп'ютер 1750A. Інший модуль, силова установка — містить ракетні двигуни і баки з паливом.

## Результати

Карта висот Марса, складена за даними MOLA (червоне — височини, синє — низовини)

Одним із результатів роботи цього апарата стало створення моделі рельєфу всієї поверхні планети, що значно перевершила за точністю попередні та стала основою для багатьох різнобічних досліджень Марса. Вона складена за даними його лазерного альтиметра MOLA (Mars Orbiter Laser Altimeter), що здійснив понад 670 млн окремих вимірювань відстані до планети. Висота поверхні в цій моделі визначена з точністю порядку метра (найточніше — для плоских ділянок). Роздільна здатність по горизонталі в районі екватора складає близько 1 км по широті та 2 км по довготі; на високих широтах вона краща. Відлік висот ведеться від ареоїда, середній екваторіальний радіус якого дорівнює 3396,0 км (див. Ареографія).

## Знімки

Деякі знімки, зроблені апаратом  Mars Global Surveyor
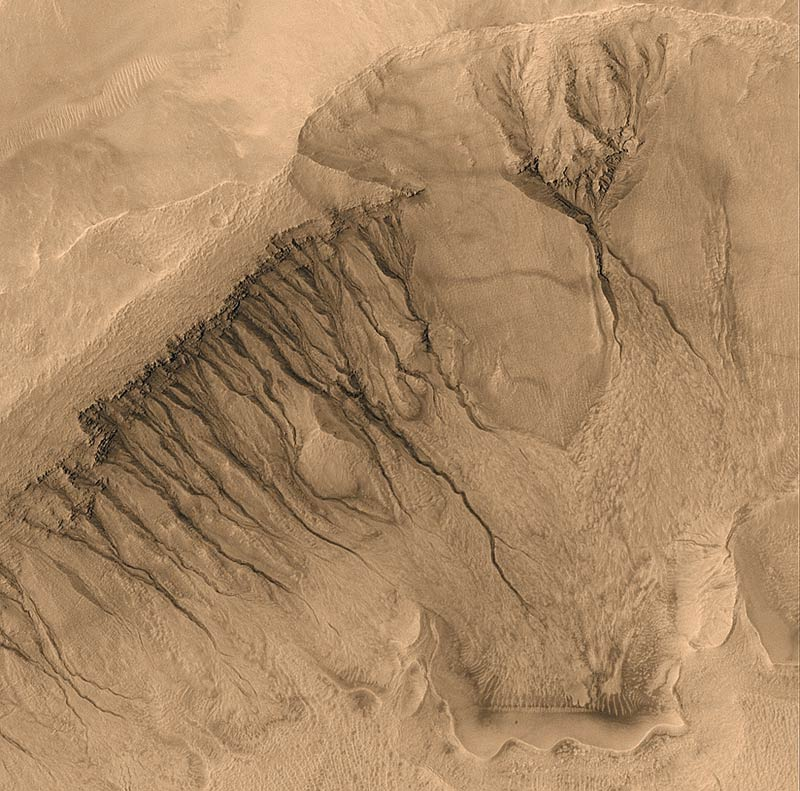
Схил кратера
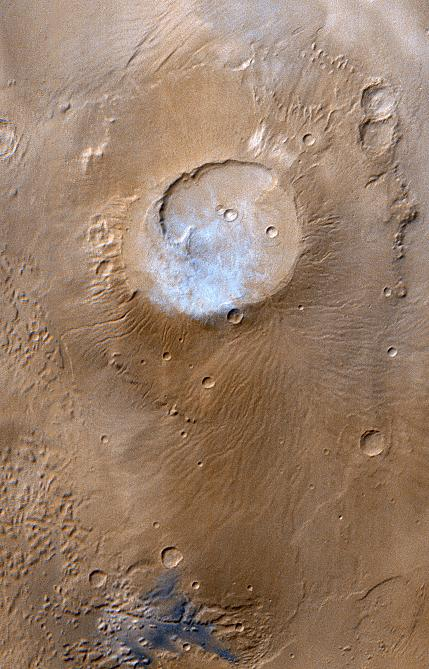
Apollinaris Patera
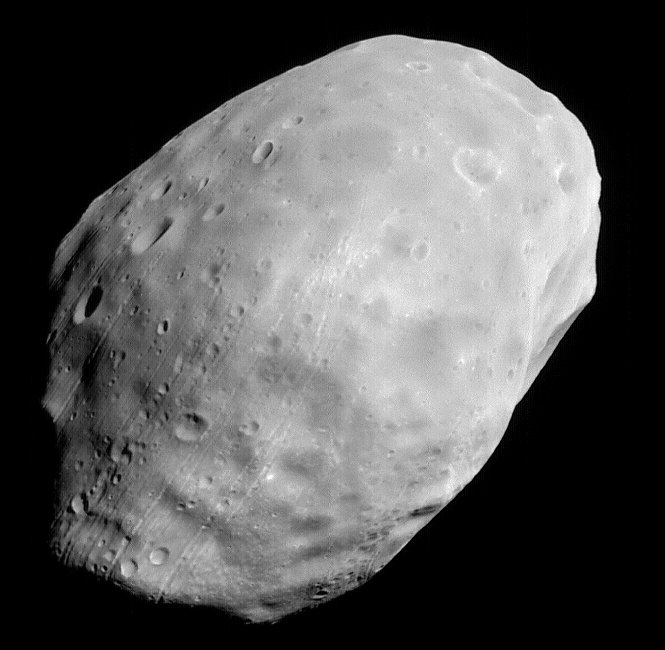
Фобос
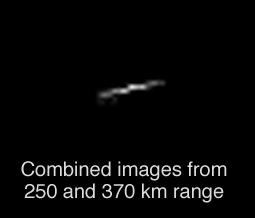
Орбітальний апарат «Марс-експрес»
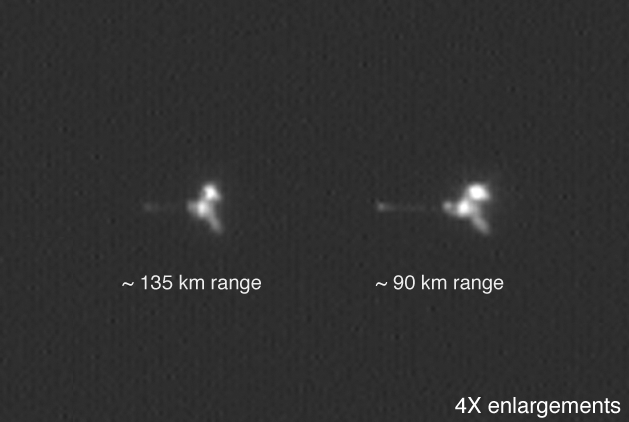
Орбітальний апарат «Марс Одіссей»